# Elasmodactylus
Elasmodactylus är ett släkte av ödlor. Elasmodactylus ingår i familjen geckoödlor.
Kladogram enligt Catalogue of Life:
| Elasmodactylus | \| \| Elasmodactylus tetensis \| \| \| \| \| \| Elasmodactylus tuberculosus \| \| \| \| |
|                | \| \| Elasmodactylus tetensis \| \| \| \| \| \| Elasmodactylus tuberculosus \| \| \| \| |
|                | Elasmodactylus tetensis                                                                 |
|                |                                                                                         |
|                | Elasmodactylus tuberculosus                                                             |
|                |                                                                                         |